# Phare de Copinsay
Le phare de Copinsay (en gaélique écossais : Na h-Eileanan Flannach) est un phare situé sur la petite île de Copinsay, à l'est des îles de l'archipel des Orcades au nord des Highlands en Écosse.
Ce phare est géré par le Northern Lighthouse Board (NLB) à Édimbourg,l'organisation de l'aide maritime des côtes de l'Écosse.

## Le phare
Le phare a été conçu et réalisé par les ingénieurs civils écossais Thomas Smith David Stevenson Robert Stevenson et Thomas Stevenson de 1856 à 1858.
Le Phare de Copinsay a été conçu et réalisé par l'ingénieur David Alan Stevenson et mis en service le 8 novembre 1915. C'est une tour circulaire en brique de 16 m de haut, avec galerie ocre et lanterne noire. Une autre tour, portant la corne de brume, était attenante aux maisons des gardiens de deux étages à toit plat. Le phare est peint en blanc. Placé sur le point de plus haut de l'île, il émet cinq flashes blancs, séparés par 2,5 secondes, toutes les 30 secondes.
Autrefois habité, l'île est maintenant un sanctuaire appartenant à la Société Royale pour la Protection d'Oiseaux.
Identifiant : ARLHS : SCO-049 - Amirauté : A3676 - NGA : 3228.

### Lien connexe
- Liste des phares en Écosse